# I. e. 331
Évszázadok: i. e. 5. század – i. e. 4. század – i. e. 3. század
Évtizedek: i. e. 380-as évek – i. e. 370-es évek – i. e. 360-as évek – i. e. 350-es évek – i. e. 340-es évek – i. e. 330-as évek – i. e. 320-as évek – i. e. 310-es évek – i. e. 300-as évek – i. e. 290-es évek – i. e. 280-as évek
Évek: i. e. 336 – i. e. 335 – i. e. 334 – i. e. 333 –  i. e. 332 – i. e. 331 – i. e. 330 – i. e. 329 – i. e. 328 – i. e. 327 – i. e. 326

## Események

### Makedónia
- Nagy Sándor Neukratiszi Kleomenészre bízza Egyiptom kormányzását és Fönícia, majd Mezopotámia felé indul.
- Október 1. – a gaugamélai csatában Nagy Sándor döntő győzelmet arat a számbeli túlerőben lévő perzsa sereg ellen. III. Dareiosz perzsa király baktriai lovasságával és görög zsoldosaival Médiába menekül. A csata után a makedónok 15 harci elefántot zsákmányolnak.
- A perzsa birodalom összeomlik, Babilon és Szúza harc nélkül megadja magát. Szúzában Nagy Sándor kezére kerül a perzsa király kincstára 50 ezer talentummal.

### Görögország
- Nagy Sándor hosszas távollétét kihasználva, valamint a makedónok szkíták elleni vereségén és a trákiai lázadáson felbuzdulva III. Agisz spártai király felkelést szervez a makedón uralom ellen. Miután a perzsák anyagi segítségével 8 ezer zsoldost toborzott Krétán, a Peloponnészoszon legyőzi a Koragosz vezette kisebb makedón sereget. Csatlakozik hozzá Élisz, Akhaia és Megalopolisz kivételével Árkádia is. Agisz ostrom alá veszi az utóbbi várost, de amikor megérkezik Antipatrosz (Makedónia régense Nagy Sándor távollétében) a megalopoliszi csatában vereséget szenved és visszavonulás közben megölik. Utóda öccse, I. Eudamidasz.

### Itália
- Épeiroszi Alexandrosz elfoglalja Herakleiát a lucanusoktól, valamint Terinát és Sipontumot a bruttiusoktól.
- Tarentum előtt világossá válik, hogy Alexandrosz saját dél-itáliai királyságot kíván létrehozni és megvonják tőle támogatásukat. A bruttiusok és lucanusok a pandosiai csatában az egyenetlen terepet és egy hirtelen áradást kihasználva legyőzik a görögöket és Alexandroszt menekülés közben megölik.
- Rómában Caius Valerius Potitust és Marcus Claudius Marcellust választják consullá. A várost méregkeverési ügy rázza meg. Számos előkelő polgár hal meg és járványra gyanakodnak, de egy szolga feljelentése alapján kiderül, hogy a matrónák mérgezték meg őket; közülük 170-et ítélnek el. Az engesztelő szögbeversi ceremóniára Cnaeus Quinctius Capitolinust dictatorrá választják, aki a szertartás után lemond tisztségéről.[1]
- Római–kelta béke 30 évre.[2]

## Halálozások
- I. Alexandrosz épeiroszi király
- III. Agisz spártai király

## Fordítás
- Ez a szócikk részben vagy egészben  a(z)   331 BC című angol Wikipédia-szócikk ezen változatának fordításán alapul.  Az eredeti cikk szerkesztőit annak laptörténete sorolja fel. Ez a jelzés csupán a megfogalmazás eredetét és a szerzői jogokat jelzi, nem szolgál a cikkben szereplő információk forrásmegjelöléseként.